# San Miguel de Pallaques
San Miguel de Pallaques es una ciudad peruana, capital del distrito de San Miguel y a la vez de la provincia homónima en el departamento de Cajamarca.
La ciudad fue declarada monumento histórico del Perú el 26 de junio de 1987 mediante el R.M.N° 303-87-ED.

## Geografía
Se encuentra a 2 665 m s. n. m., a 116 km de la ciudad de Cajamarca.
Se encuentra en la parte más baja de la región quechua orillas del río San Miguel, siendo asiento de la catarata del Condac, presentando un agradable clima primaveral con una media de 14.8 °C al año.

### Clima
Tiene un clima templado y seco, con invierno frío y verano intensamente lluvioso en los meses de enero, febrero y marzo. Además por encontrarse en plena ladera, se encuentra con intensas neblinas entre los meses de octubre a mayo
| Parámetros climáticos promedio de San Miguel de Pallaques | Parámetros climáticos promedio de San Miguel de Pallaques | Parámetros climáticos promedio de San Miguel de Pallaques | Parámetros climáticos promedio de San Miguel de Pallaques | Parámetros climáticos promedio de San Miguel de Pallaques | Parámetros climáticos promedio de San Miguel de Pallaques | Parámetros climáticos promedio de San Miguel de Pallaques | Parámetros climáticos promedio de San Miguel de Pallaques | Parámetros climáticos promedio de San Miguel de Pallaques | Parámetros climáticos promedio de San Miguel de Pallaques | Parámetros climáticos promedio de San Miguel de Pallaques | Parámetros climáticos promedio de San Miguel de Pallaques | Parámetros climáticos promedio de San Miguel de Pallaques | Parámetros climáticos promedio de San Miguel de Pallaques |
| Mes                                                       | Ene.                                                      | Feb.                                                      | Mar.                                                      | Abr.                                                      | May.                                                      | Jun.                                                      | Jul.                                                      | Ago.                                                      | Sep.                                                      | Oct.                                                      | Nov.                                                      | Dic.                                                      | Anual                                                     |
| --------------------------------------------------------- | --------------------------------------------------------- | --------------------------------------------------------- | --------------------------------------------------------- | --------------------------------------------------------- | --------------------------------------------------------- | --------------------------------------------------------- | --------------------------------------------------------- | --------------------------------------------------------- | --------------------------------------------------------- | --------------------------------------------------------- | --------------------------------------------------------- | --------------------------------------------------------- | --------------------------------------------------------- |
| Temp. máx. media (°C)                                     | 21.3                                                      | 20.6                                                      | 20.7                                                      | 20.4                                                      | 21.1                                                      | 21.2                                                      | 20.9                                                      | 20.8                                                      | 20.7                                                      | 20.9                                                      | 21.1                                                      | 21.3                                                      | 20.9                                                      |
| Temp. media (°C)                                          | 14.7                                                      | 14                                                        | 14.1                                                      | 13.8                                                      | 13.2                                                      | 12.4                                                      | 12.3                                                      | 12.5                                                      | 12.9                                                      | 13.7                                                      | 13.5                                                      | 13.8                                                      | 13.4                                                      |
| Temp. mín. media (°C)                                     | 8.1                                                       | 7.5                                                       | 7.5                                                       | 7.2                                                       | 5.3                                                       | 3.6                                                       | 3.7                                                       | 4.3                                                       | 5.2                                                       | 6.6                                                       | 6                                                         | 6.3                                                       | 5.9                                                       |
| Fuente: climate-data.org                                  |                                                           |                                                           |                                                           |                                                           |                                                           |                                                           |                                                           |                                                           |                                                           |                                                           |                                                           |                                                           |                                                           |

## Autoridades

### Alcaldes
- 2015-2018: Julio Aníbal Vargas Gavidia, Movimiento Regional Cajamarca Siempre Verde.

## Personajes ilustres
- Alfonso Barrantes Lingán, político